# Newfoundland Standard Time

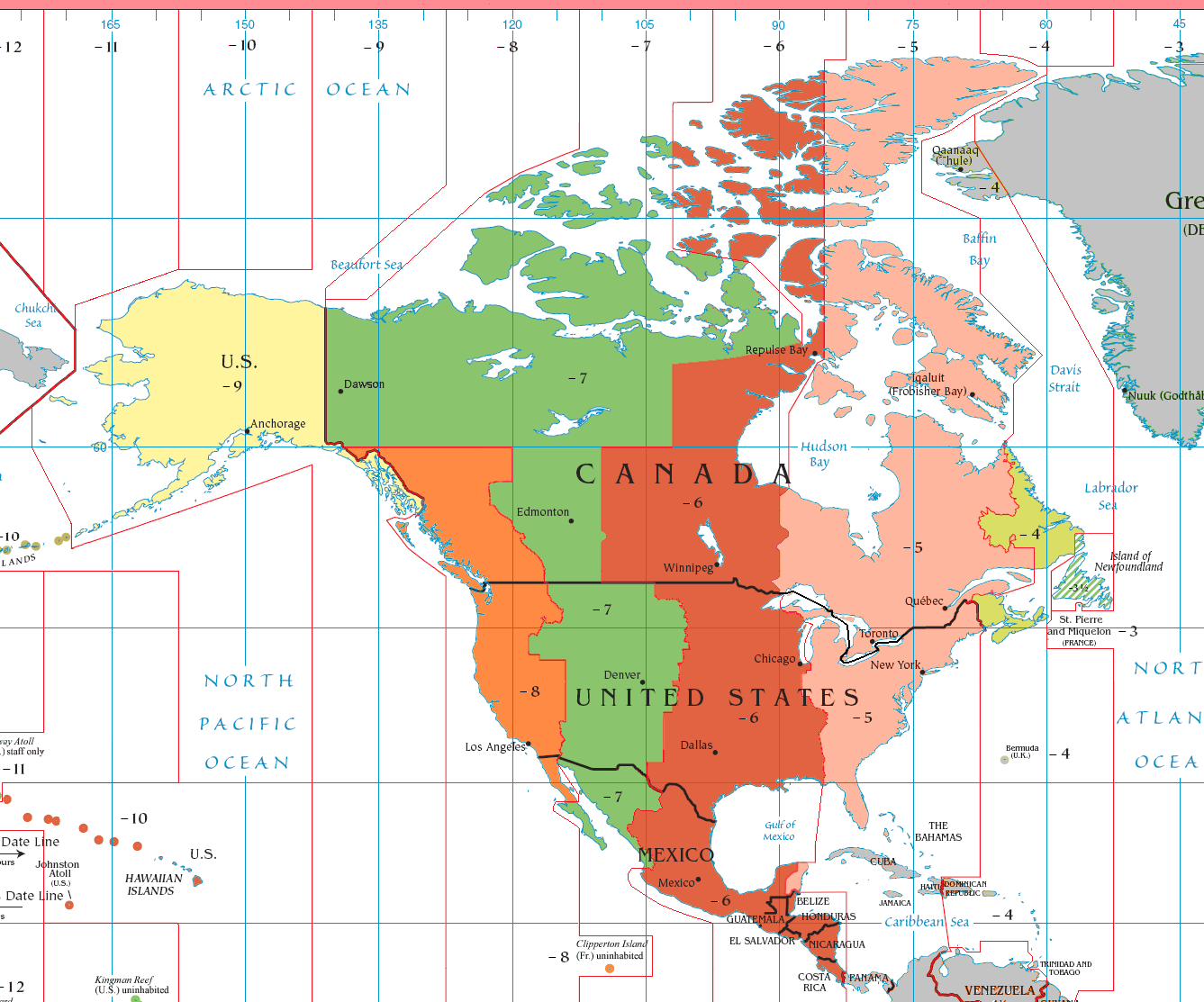
NST is UTC−3:30

De Newfoundland Standard Time (NST) (Newfoundlandse standaardtijdzone) wordt gebruikt in een regio waar de tijd wordt bepaald door het aftrekken van 3½ uur van de UTC ofwel UTC−3:30. Tijdens de zomertijd door 2½ uur verschil ten opzichte van UTC. De tijd in deze zone is gebaseerd op de gemiddelde zonnetijd op de 52e graad en 30 boogminuten ten westen van Greenwich Observatorium.
NST wordt alleen in Canada gebruikt, en dan alleen specifiek in de provincie Newfoundland en Labrador. 
Officieel volgens de Canadese wet zou de gehele provincie de Newfoundlandtijdzone moeten hanteren doch in de praktijk wordt ze alleen gehanteerd op het het grote eiland Newfoundland, de nabijgelegen eilandjes en de plaatsen ten zuiden van Black Tickle in het zuidoostelijke deel van Labrador. De rest van Labrador, ten noorden en ten westen van Cartwright, hanteert Atlantische standaardtijdzone (AST). 
Deze unieke tijdzone bestaat vanwege de aparte locatie van het eiland én omdat het een afzonderlijk dominion was toen de tijdzones in het verleden werden vastgesteld.